# Akashiwo sanguinea
Akashiwo sanguinea (Synonym: Gymnodinium sanguineum, nicht zu verwechseln mit der Stramenopilen-Art Heterosigma akashiwo) ist ein mariner Dinoflagellat, der regelmäßig Algenblüten verursacht. Er ist ungepanzert (athekat), die Alveolen sind also nicht mit Zellulose verstärkt. Die Vermehrung erfolgt durch Zellteilung.
A. sanguinea erbeutet verschiedene Organismen, obwohl er Chloroplasten besitzt, und wird deshalb als mixotroph betrachtet. Beispielsweise frisst A. sanguinea Cyanobakterien der Gattung Synechococcus.

## Merkmale
Zellen von A. sanguinea sind dorsoventral abgeplattet, ungefähr pentagonal und 40–75 µm groß. Die thekalen Platten, die bei thekaten Arten häufig zur Bestimmung benutzt werden, fehlen. A. sanguinea ist vergleichsweise groß, schwimmt langsam und ist leicht zu beobachten. Wie bei allen typischen Dinoflagellaten schlägt eine Geißel in der äquatorialen Furche, dem Cingulum. Eine zweite Geißel schlägt rechtwinkelig versetzt entlang des Sulcus und reicht über die Zelle hinaus, um die Geißel durchs Wasser zu bewegen. Der Art fehlt die Kernmembran, und zusammen mit rDNA-Sequenzierungen gaben diese Merkmale Anlass zur Schaffung der neuen Gattung Akashiwo.

## Etymologie
Der Gattungsname Akashiwo kommt von japanisch 赤潮 „Rote Flut“ (im modernen Japanisch akashio).

## Verhalten und Physiologie
A. sanguinea vollzieht eine tägliche Vertikalwanderung, bei der die Zellen schon vor Sonnenaufgang aufwärts in Richtung Sonne und zum Abend aktiv wieder in die Tiefe schwimmen. Dieses Verhalten ist ein Beispiel für die Chronobiologie. In Experimenten konnte gezeigt werden, dass dieses Verhalten nicht einfach durch Phototaxis erklärt werden kann. Unter bestimmten Bedingungen kann A. sanguinea ein messbares Chlorophyllmaximum in tieferen Wasserschichten bilden. Beobachtungen vor der Küste des südlichen Kaliforniens ergaben, dass A. sanguinea solche tiefen Ansammlungen bildet, wenn der Nährstoff Nitrat nicht zur Verfügung steht. Diese tiefen Ansammlungen sind bedeutend für das Wachstum von Sardellenlarven, die bevorzugt A. sanguinea fressen.

## Algenblüten
Akashiwo sanguinea wird mit schädlichen Algenblüten (Roten Tiden) in Verbindung gebracht, und ist noch Gegenstand der Forschung. Ein Gift wurde bisher nicht identifiziert, jedoch wird die Art mit Vergiftungen in Verbindung gebracht. A. sanguinea kann mycosporin-ähnliche Aminosäuren produzieren, die als wasserlösliche, grenzflächen-aktive Substanz (Surfactant) die Oberflächenspannung des Wassers reduziert. Eine Algenblüte von A sanguinea trat gleichzeitig mit einem Massensterben von 14 Vogelarten im November–Dezember 2007 in der Monterey-Bucht (Kalifornien) auf. Die betroffenen Vögel hatten proteinartige Ansammlungen im Gefieder, wodurch die Federn ihren wasserabweisenden Schutz verloren.

## Einzelbelege
1. ↑  Carol M. Lalli & Timothy R. Parsons: Biological Oceanography: an Introduction. 2nd Auflage. Elsevier Butterworth-Heinemann, 1993, ISBN 0-7506-3384-0, S. 42–45 (englisch).
2. ↑  K. R. Bockstahler & D. W. Coats: Grazing of the mixotrophic dinoflagellate Gymnodinium sanguineum on ciliate populations of Chesapeake Bay. In: Marine Biology. 116. Jahrgang, Nr. 3, 1993, S. 477–487, doi:10.1007/BF00350065 (englisch).
3. ↑  Hae Jin Jeong, Jae Yeon Park, Jae Hoon Nho, Myung Ok Park, Jeong Hyun Ha, Kyeong Ah Seong, Chang Jeng, Chi Nam Seong, Kwang Ya Lee & Won Ho Yih: Feeding by red-tide dinoflagellates on the cyanobacterium Synechococcus. In: Aquatic Microbial Ecology. 41. Jahrgang, Nr. 2, 2005, S. 131–143, doi:10.3354/ame041131 (englisch).
4. ↑  Charles B. Miller: Biological Oceanography. Blackwell, 2004, ISBN 0-632-05536-7, S. 26–32 (englisch).
5. 1 2  N. Daugbjerg, G. Hansen, J. Larsen & Ø. Moestrup: Phylogeny of some of the major genera of dinoflagellates based on ultrastructure and partial LSU rDNA sequence data, including the erection of three new genera of unarmoured dinoflagellates. In: Phycologia. 39. Jahrgang, Nr. 4, 2000, S. 302–317 (englisch, ku.dk [PDF]).
6. ↑  J. J. Cullen & S. G. Horrigan: Effects of nitrate on the diurnal vertical migration, carbon to nitrogen ratio, and the photosynthetic capacity of the dinoflagellate Gymnodinium splendens. In: Marine Biology. 62. Jahrgang, Nr. 2–3, 1981, S. 81–89, doi:10.1007/BF00388169 (englisch).
7. 1 2  F. M. H. Reid, E. Stewart, R. W. Eppley & D. Goodman: Spatial distribution of phytoplankton species in chlorophyll maximum layers off Southern California. In: Limnology and Oceanography. 23. Jahrgang, Nr. 2, 1978, S. 219–226 (englisch).
8. ↑  Cardwell, R.D., Olsen, S., Carr, M.I. & Sanborn, E.W. (1979). Causes of oyster mortality in South Puget Sound. NOAA Tech. Mem. ERL MESA-39.
9. ↑  David A. Jessup, Melissa A. Miller, John P. Ryan, Hannah M. Nevins, Heather A. Kerkering, Abdou Mekebri, David B. Crane, Tyler A. Johnson & Raphael M. Kudela: Mass stranding of marine birds caused by a surfactant-producing red tide. In: PLoS ONE. 4. Jahrgang, Nr. 2, 2009, S. e4550, doi:10.1371/journal.pone.0004550, PMID 19234604, PMC 2641015 (freier Volltext) – (englisch).